# SsangYong Motor
СангЈонг (кореј. 쌍용) је четврти по величини произвођач аутомобила у Јужној Кореји, специјализован за производњу теренских аутомобила и луксузних лимузина. „СангЈонг“ на корејском значи „два змаја“ и односи се на древну легенду која говори о племенитости ових митских бића.

## Историјат
Компанија је основана 1954. године за производњу наменских возила. Одличну репутацију у Јужној Кореји СангЈонг је стекао захваљујући вишегодишњем технолошком партнерству са Мерцедес-Бенцом, висококвалитетним производима и тростепеном систему контроле у својим погонима.
Стратешки циљ СангЈонга је позиционирање као премијум бренда на европском тржишту - речи су председника Ју-Ил Лија у септембру 2010. године поводом европског представљања четврте генерације коранда.
На европском тржишту су доступна возила из СУВ сегмента који тренутно чине модели Сангјонг корандо, Сангјонг корандо спортс, Сангјонг рекстон и Сангјонг родијус. Како је објављено на Сајму аутомобила у Франкфурту 2011. године, од 2015. СангЈонг почиње са производњом новог СУВ модела чији концепт носи назив XIV-1.
Сангјонг је у потпуном власништву индијског произвођача аутомобила Махиндре од фебруара 2011. године.
Заступник СангЈонга за Србију је компанија Ратола доо, члан Српске асоцијације увозника аутомобила и резервних делова и Привредне коморе Србије.

## Галерија
- Ју Ил Ли (Yoo-Il Lee), Председник СсангЈонг компаније, лично је представио четврту генерацију Коранда европским медијима.
- Са Ђуђаровим потписом: Корандо на аутомобилском сајму у Женеви 2011.
- Фабрицио Ђуђаро са поносом представља нову генерацију Коранда
- Друга генерација Рекстона (Rexton II)
- Друга генерација Рекстона (Rexton II)
- Друга генерација Рекстона (Rexton II)
- Мултифункционални Родиус (Rodius) са погоном 4x4
- Мултифункционални Родиус (Rodius) са погоном 4x4
- Rexton W - Трећа генерација легендарног теренца
- Концепт возило СсангЈонг XIV-1 представљено на IAA 2011 у Франкфурту
- СсангЈонг XIV-1 концепт возило
- СсангЈонг XIV-1 концепт возило